# Bridelia brideliifolia
Bridelia brideliifolia är en emblikaväxtart som först beskrevs av Ferdinand Albin Pax, och fick sitt nu gällande namn av Friedrich Karl Georg Fedde. Bridelia brideliifolia ingår i släktet Bridelia och familjen emblikaväxter. Inga underarter finns listade i Catalogue of Life.